# Abtweiler
Abtweiler là một đô thị thuộc huyện Bad Kreuznach bang Rheinland-Pfalz, phía tây nước Đức. Đô thị Abtweiler có diện tích 5,76 km².